# Хатнє
Ха́тнє — село в Україні, у Великобурлуцькій селищній громаді Куп'янського району Харківської області. Населення становить 733 осіб. До 2020 орган місцевого самоврядування — Хатнянська сільська рада.

## Географія
Село Хатнє знаходиться біля витоків річки Верхня Дворічна. Біля села великий лісовий масив ліс Великий (дуб, осика). В селі є кілька загат.

## Історія
Село засноване в 1698 році.
До того на місці села було урочище "Хатні байраки", яке було у 1689 році придбано Костянтином Григоровичем Донець-Захаржевським. 
Тому новопоселенці, які стали на тій землі селитися, потрапили у залежність до Донця-Захаржевського.  Це були переселенці, українські селяни, що тікали з Правобережної України з-під гніту польської шляхти.
Костянтин Григорович хатнянські землі передав як посаг дочці Євдокії, яка вийшла заміж за майора Миколу Григоровича Зарудного.  За заповітом Євдокії Костянтинівни Зарудної у 1748 році Хатнє переходить до її сина Івана Миколайовича Зарудного.  Він збудував у Хатньому кам'яну церкву.  Будівництво тривало майже 10 років.  Освячення храму відбулося 1799 року.
За даними на 1864 рік у власницький слободі Великобурлуцької волості Вовчанського повіту мешкало 1159 осіб (530 чоловічої статі та 629 — жіночої), налічувалось 421 дворове господарства, існували 2 православні церкви.
1914 року кількість мешканців зросла до 3257 осіб.
Село постраждало внаслідок геноциду українського народу, проведеного урядом СССР в 1932—1933 роках, кількість встановлених жертв — 198 людей.
12 червня 2020 року, відповідно до розпорядження Кабінету Міністрів України № 725-р «Про визначення адміністративних центрів та затвердження територій територіальних громад Харківської області», увійшло до складу Великобурлуцької селищної громади.
19 липня 2020 року, в результаті адміністративно-територіальної реформи та ліквідації Великобурлуцького району, село увійшло до складу Куп'янського району Харківської області.
24 лютого 2022 року почалася російська окупація села.
11 вересня 2022 року під час слобожанського контрнаступу Збройних сил України від російських окупантів звільнено населені пункти Великобурлуцької селищної територіальної громади.

## Відомі уродженці
- Лузан Володимир Миколайович (1965–1986) — радянський військовик, кавалер ордена Червоної Зірки.
- Чернецька Марія Михайлівна (1928—1997) — радянська діячка сільського господарства. Героїня Соціалістичної Праці.
- Шевченко Євдокія Андріївна (1926—2005) — радянська діячка сільського господарства. Героїня Соціалістичної Праці.

## Економіка
- В селі є молочно-товарна ферма.

## Об'єкти соціальної сфери
- Школа.